# 伊豆山権現

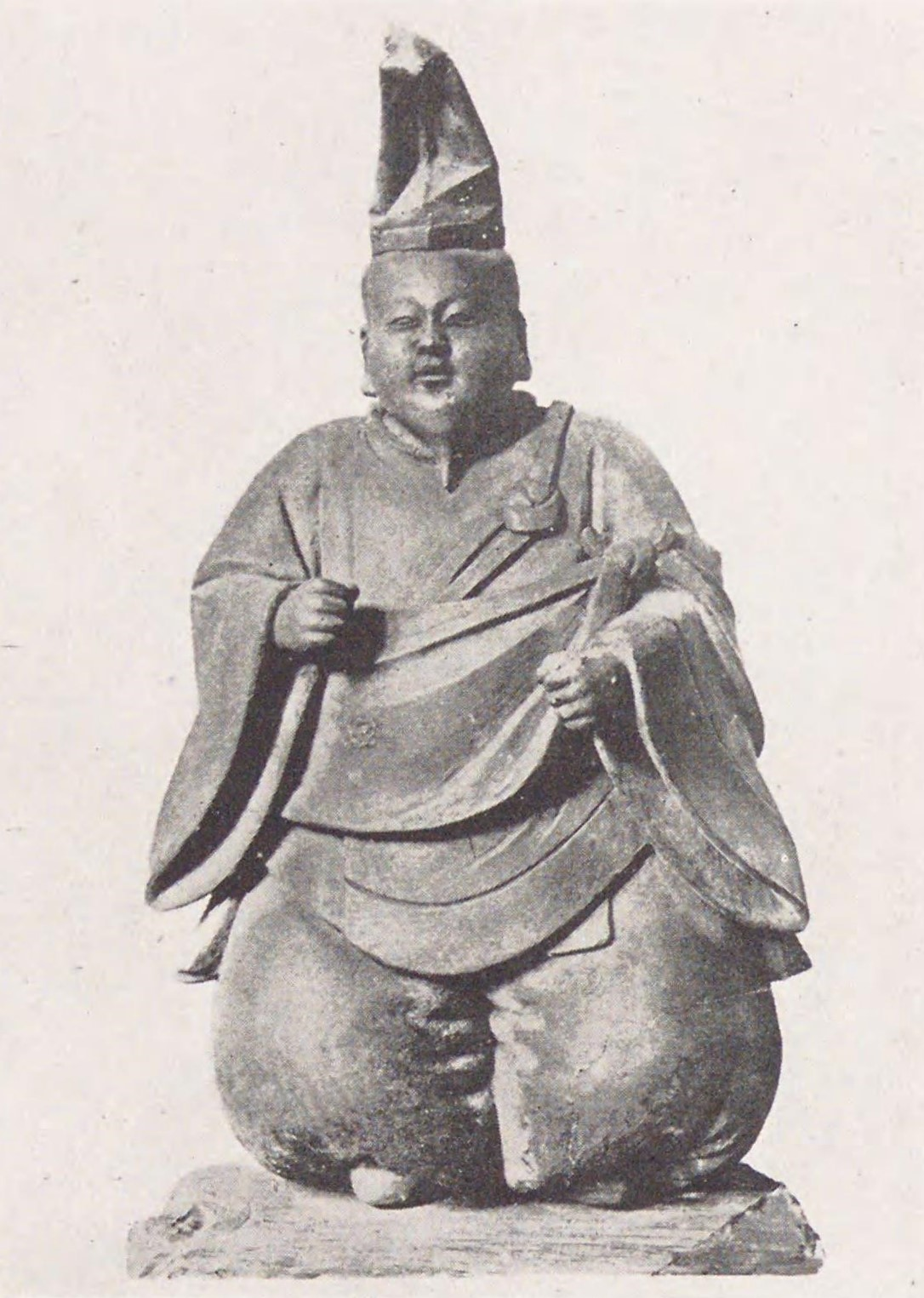
木造伊豆山権現立像（静岡県熱海市・走湯山般若院所蔵、重要文化財）。この像は近世まで伊豆山神社に祀られていたが、神仏分離後に般若院へ移された。

伊豆山権現（いずさんごんげん）は、伊豆山（走湯山）の山岳信仰と修験道が融合した神仏習合の神。千手観音・阿弥陀如来・如意輪観音を本地仏とする。神仏分離・廃仏毀釈が行われる以前は、伊豆山権現社（現・伊豆山神社）・走湯山般若院で祀られた。伊豆山三所権現、走湯権現とも呼ばれた。
明治29年（1896年）版『大日本人名辞書』では、「火産霊神又の名は軻遇突智神を祀る」と記述がある。

## 歴史

### 創建
現在の静岡県熱海市にある伊豆山は、海岸に沿って走るようなかたちで温泉が湧いていたため、走湯山（そうとうざん）とも呼ばれ、古くから山岳信仰の対象となっていた。
現在の「伊豆山神社」の社伝によると、創建は紀元前5世紀〜紀元前4世紀のころ、孝昭天皇のときとされ、当初、御神霊（伊豆山権現）は「日金山」（ひがねさん。久良地山とも呼ばれる。現・熱海市の内熱海峠付近）に鎮まっていたが、後に本宮山（ほんぐうさん。現・伊豆山神社の本宮社付近）に移ったとされる。そのほか、応神天皇の時代に日金山頂上に現れた円鏡を松葉仙人が奉祀したのが走湯権現の始まりともされており、木生仙人・金地仙人・蘭脱仙人が続いて現れた。
伊豆山権現は、仁徳天皇の勅願所とされたほか、以後、清寧天皇、敏達天皇、推古天皇、孝徳天皇の、それぞれ勅願所とされたとされる。
文武天皇3年（699年）修験道の開祖と仰がれる役小角（役行者）が走湯山に堂を建立し、以後は修験道場として隆盛した。伊豆山三所権現は、法躰は千手観音の垂迹、俗躰は阿弥陀如来の垂迹、女躰は如意輪観音の垂迹とされる。
承和3年（836年）、社殿は現在「伊豆山神社」がある地へ移された。

### 鎌倉時代・室町時代
伊豆山権現は箱根権現と合わせて二所権現と呼ばれ、鎌倉時代には鶴岡八幡宮に次いで関東武士の信仰を集めた。『吾妻鏡』には、平治の乱の後、伊豆国に流された源頼朝が、治承4年（1180年）、伊豆山権現に源氏再興の祈願をしたとの記載がある。その後、鎌倉幕府を開いた頼朝から、伊豆山権現は多大な寄進を受け、「関八州の総鎮守」とされて、歴代の将軍の崇敬を受けたとされる。
室町時代には、湯治とともに伊豆山権現を参詣する者が多くみられるようになった。また、後奈良天皇の勅願所とされ、同天皇から自筆の心経を奉納されたとされる。

### 近世以降
天正18年（1590年）3月29日、豊臣秀吉の小田原征伐で、走湯権現は北条方についたため、豊臣方により焼亡した。
文禄3年（1594年）から慶長17年（1612年）にかけて徳川家康は高野山から快運を招聘し、神宮寺に走湯山般若院の称号を与えて伊豆山三所権現を復興した。これにより江戸時代の伊豆山は12の僧坊と7つの修験坊を有するなど繁栄を取り戻した。また走湯山般若院は真言宗伊豆派（当時）の本山として関東一円に大きな勢力を誇った。こうして、諸大名が熱海に湯治に来た際は、伊豆山権現に参詣して走湯を見物していくことも多くみられるようになった。
明治維新の神仏分離令による廃仏毀釈によって、修験道に基づく伊豆山三所権現は廃された。走湯山般若院は、伊豆山神社と高野山真言宗の走湯山般若院に強制的に分離された。

## 伊豆山権現を祀る寺院
少数だが廃仏毀釈を乗り越えて、現在でも伊豆山権現を祀る寺院が存続している。
- 走湯山般若院（静岡県熱海市）